# Coppa delle Coppe 1978-1979 (pallamano maschile)
La Coppa delle Coppe 1978-1979 è stata la 4ª edizione della omonima competizione europea di pallamano riservata alle squadre di club. Il torneo ha avuto inizio il 15 ottobre 1978 e si è concluso il 13 maggio 1979. Il titolo è stato conquistato dai tedeschi del Gummersbach per la seconda volta nella loro storia sconfiggendo in finale i tedesco orientali del Magdeburgo. Il Gummersbach, vincendo il trofeo, ha ottenuto anche il diritto a partecipare al Champions Trophy 1979.

## Risultati

### Primo turno
| Squadra 1         | Totale  | Squadra 2          | Andata  | Ritorno |
| ----------------- | ------- | ------------------ | ------- | ------- |
| Belenenses        | 37 - 58 | Atlético Madrid    | 19 - 28 | 18 - 30 |
| Dudelange         | 37 - 49 | Blauw-Wit Neerbeek | 23 - 30 | 14 - 19 |
| Fjellhammer       | 31 - 34 | Aalborg            | 14 - 17 | 17 - 17 |
| Grasshoppers      | 34 - 39 | Krems              | 16 - 17 | 18 - 22 |
| Halewood Forum    | 24 - 27 | Víkingur           | 24 - 27 |         |
| Maccabi Ramat Gan | 27 - 48 | Minaur Baia Mare   | 16 - 26 | 11 - 22 |
| Mechelen          | 41 - 46 | Hüttenberg         | 22 - 27 | 19 - 19 |
| Riihimäki Cocks   | 40 - 61 | Ystads             | 24 - 27 | 16 - 34 |
| Trakia Plovdiv    | 45 - 62 | MAI Mosca          | 23 - 39 | 22 - 33 |
| Trieste           | 45 - 56 | Kopřivnice         | 22 - 21 | 23 - 35 |

### Ottavi di finale
| Squadra 1          | Totale  | Squadra 2            | Andata  | Ritorno |
| ------------------ | ------- | -------------------- | ------- | ------- |
| Blauw-Wit Neerbeek | 38 - 49 | Hüttenberg           | 19 - 18 | 19 - 31 |
| Gummersbach        | 34 - 23 | Kopřivnice           | 19 - 11 | 15 - 12 |
| Krems              | 49 - 60 | MAI Mosca            | 22 - 29 | 27 - 31 |
| Magdeburgo         | 49 - 41 | Atlético Madrid      | 24 - 16 | 25 - 25 |
| Medveščak          | 47 - 52 | Hutnik Cracovia      | 22 - 27 | 25 - 25 |
| Minaur Baia Mare   | 55 - 40 | Aalborg              | 31 - 19 | 24 - 21 |
| Tatabánya          | 55 - 39 | Saint Martin d'Hères | 33 - 17 | 22 - 22 |
| Víkingur           | 48 - 46 | Ystads               | 24 - 23 | 24 - 23 |

### Quarti di finale
| Squadra 1       | Totale        | Squadra 2        | Andata  | Ritorno |
| --------------- | ------------- | ---------------- | ------- | ------- |
| Hutnik Cracovia | 41 - 47       | Magdeburgo       | 23 - 22 | 18 - 25 |
| Hüttenberg      | 41 - 47       | Minaur Baia Mare | 22 - 23 | 19 - 24 |
| MAI Mosca       | 33 - 33 (gfc) | Gummersbach      | 20 - 20 | 13 - 13 |
| Tatabánya       |               | Víkingur         |         |         |

### Semifinali
| Squadra 1   | Totale  | Squadra 2        | Andata  | Ritorno |
| ----------- | ------- | ---------------- | ------- | ------- |
| Gummersbach | 39 - 31 | Tatabánya        | 18 - 10 | 21 - 21 |
| Magdeburgo  | 49 - 45 | Minaur Baia Mare | 27 - 19 | 22 - 26 |

### Finale
| Magdeburgo 5 maggio 1979 Finale di andata | Magdeburgo | 18 – 15 | Gummersbach |  |

| Dortmund 13 maggio 1979 Finale di ritorno | Gummersbach | 15 – 11 | Magdeburgo |  |